# Принцеса Доу
Принцеса Доу (англ. Princess Doe) — умовне ім'я, присвоєне неідентифікованій жертві вбивства: молодій білій жінці 14-18 років зростом 5 футів 2 дюйми (157,5 см) і вагою 110 фунтів (49,9 кг), чиє тіло було знайдено на кладовищі Седар-Рідж (англ. Cedar Ridge Cemetery) в місті Блерстаун (Нью-Джерсі, США) рано вранці 15 липня 1982 року.
Вбита була одягнена у червону блузку з короткими рукавами, V-подібним вирізом горловини, жовтим кантом по плечах і чорно-синім кантом вздовж вирізів горловини, рукавів і талії, червоно-біло-синю запашну спідницю з друкованим візерунком у вигляді стилізованих павичів по подолу і ланцюжок з дрібним білим намистом і візерунчастим хрестиком з 14-каратного золота (аналог 583-ї проби). Спідня білизна і взуття були відсутні.
Причиною смерті стали численні черепно-мозкові травми, завдані тупим важким предметом — обличчя жертви було спотворене до невпізнання. Судячи за ступенем розкладання, тіло пробуло на цвинтарі від одного до трьох тижнів.

## Розслідування

### Дайана Дженіс Дай
Багато років Принцесою Доу вважали Дайану Дженіс Дай (англ. Diane Genice Dye), зниклу дівчинку-підлітка з Сан-Хосе, Каліфорнія, яка зникла 30 липня 1979 року. Ця теорія була підтримана кількома співробітниками правоохоронних органів у штаті Нью-Джерсі. Вони зайшли так далеко, що скликали прес-конференцію, на якій визнали Принцесу Доу зниклою дівчинкою. Проте лейтенант Ерік Кренз (англ. Eric Kranz), який на самому початку очолював розслідування по справі Принцеси Доу, заявив, що Дайана Дай не підходить як об'єкт ідентифікації. Точка зору Кренза була підтримана сім'єю Дайани і слідчими в Каліфорнії, які були особливо обурені діями правоохоронних органів Нью-Джерсі. 2003 року ДНК Принцеси Доу порівняли з ДНК Патриції, матері Дайани, в результаті чого був зроблений висновок про те, що Принцеса Доу — не Дайана Дай.

### Артур і Донна Кінло
1999 року було виявлено доказ, що за вбивство Принцеси Доу відповідальні Артур і Донна Кінло (англ. Arthur and Donna Kinlaw). Донна була заарештована в Каліфорнії за спробу вчинити шахрайство, використовуючи ім'я «Ілайна» (англ. Elaina), яке було простежено до жителя Лонг-Айленда, залученого у схему проституції Артура. Донна докладно розповіла про два вбивства жінок, скоєних Артуром, які донині залишаються невідомими. Після того як Кінло був засуджений до смерті, Донна розповіла владі, що раніше 1982 року ним була вбита ще одна жінка, повія. Вона сказала поліції, що була з Артуром на цвинтарі та стала свідком скоєння ним убивства. Згідно іншого звіту, Донна Кінло сказала, що в липні 1982 року її чоловік привів додому дівчинку-підлітка, потім пішов і повернувся вже без неї. Пізніше, очевидно, він позбувся свого одягу і вичистив автомобіль. Пізніше він погрожував своїй дружині, заявивши, що «якщо вона не піде на свою роботу, то він забере її життя», як він зробив це з дівчиною, яку приводив додому. Однак відсутність підтвердження даного факту означає, що Кінло не було нічого пред'явлено по цій справі. Спейрс заявив, що сумнівався у визнанні, оскільки Кінло не змогли назвати ім'я Принцеси Доу, хоча і стверджували, що провели з нею якийсь час. Незважаючи на виникаючі питання до достовірності їх заяв, Спейрс був упевнений в тому, що батьківщиною Принцеси Доу є Лонг-Айленд, Нью-Йорк. Також Донна Кінло була опитана судовим художником, який за підсумками зустрічі накидав портрет дівчини, з якою подружжя імовірно зустрічалася, і він дійсно нагадує портрет Принцеси, складений до того останнім. Артур донині відбуває два довічних терміни за подвійне вбивство.
Крім Кінло, було переглянуто кілька інших підозрюваних у причетності до даної справи.

### Останні розслідування
Одна з теорій припускає, що Принцеса Доу могла бути біженкою, яка використовувала різні фальшиві імена під час роботи в готелі в Оушн-Сіті, штат Меріленд. Нещодавно[коли?] шестеро чоловіків виступили зі заявами про те, що знають, ким була Принцеса Доу. 2012 року зразок її волосся та зуб були відправлені на ізотопну експертизу, за підсумками якої був зроблений висновок, що жертва злочину, швидше за все, народилася в США. Зразок волосся показав, що Принцеса прожила від семи до десяти місяців на середньому заході або північно-західній частині США. Зразок зуба показав, що вона могла бути родом з Аризони. Також був зроблений висновок про те, що дівчина пробула тривалий час в Лонг-Айленді, Нью-Йорк.
Крім того, одна жінка повідомила, що після побачених в газеті зображень одягу, який був на тілі Принцеси Доу, вона згадала, що бачила дівчину в тому самому одязі 13 липня 1982 року, всього за два дні до виявлення тіла. Жінка заявила, що здійснювала покупки зі своєю дочкою в магазині навпроти кладовища і помітила особливий одяг тієї дівчини. Було визначено, що спідниця і блуза зшиті на середньому заході США, хоча всі бирки зникли. Після публікації фотографій троє людей заявили, що ними було куплено схожий одяг у магазині в Лонг-Айленді, який нині[коли?] закритий. Невідомо, чи розташовувався цей магазин винятково на Лонг-Айленді, або у нього були відділення в інших місцях.

## Публікації в ЗМІ

### ЗНИКЛІ(документальний фільм HBO)
Після широкого висвітлення події у ЗМІ 1982 року, з лейтенантом Еріком Крензем, який очолював розслідування відділення поліції в Блейрстауні, США, справи Принцеси Доу, зв'язався телеканал HBO. Канал попросив дозволу зняти розслідування обставин справи в документальному фільмі «ЗНИКЛІ». Кренз погодився, й уривок був знятий протягом декількох тижнів. Документальний фільм примітний тим, що містить відзнятий фактичний матеріал про відновлення тіла Принцеси Доу, а також зйомки її похорону 1983 року. Також фільм містив уривок, присвячений зникненню Джонні Гоша.
Ім'я «Принцеса Доу» придумав головний слідчий поліцейського управління Блерстауна — лейтенант Кренз (англ. Kranz, нині у відставці); він-таки домігся широкого висвітлення випадку в ЗМІ. Принцеса Доу стала першою неідентифікованою жертвою злочину, дані про яку були внесені ФБР у реєстр Національного центру кримінальної інформації.

### Страхна MTV
Один з епізодів першого сезону шоу Страх на MTV, паранормального реаліті-шоу, показав цілком вигаданий сюжет про вбивство Принцеси Доу. В епізоді, що вийшов на екрани 2000 року, Принцеса Доу була представлена жертвою культового жертвопринесення. Глядачам було сказано, що Принцеса Доу була обезголовлена і зникла безвісти на території «Camp Spirit Lake», белетризованій версії Camp No-Be-Bo-Sco, який знаходиться в Хардвік Тауншип, Нью-Джерсі. Табір No-Be-Bo-Sco відомий як місце зйомок першого фільму «П'ятниця, 13-те», в якому лейтенант Кренз з'явився за два роки до виявлення тіла Принцеси Доу.

## Поховання і пам'ять
Прокуратура округу Воррен, яка вела офіційне розслідування, досі вважає справу відкритою. Тіло Принцеси Доу було поховано на цвинтарі Седар-Рідж — неподалік від місця його виявлення в січні 1983 року. 1999 року рештнки були ексгумовані з метою взяття зразків тканини для аналізу ДНК, потім перепоховані в тій же могилі.
15 липня 2007 року в присутності близько ста громадян Блерстауна і кількох репортерів на кладовищі Седар-Рідж відбулася поминальна служба, приурочена до двадцять п'ятої річниці вбивства. Справі Принцеси Доу були присвячені одна з серій тематичного документального серіалу на телеканалі HBO і кілька публікацій у найбільших друкованих ЗМІ США (у тому числі Нью-Йорк Таймс). Коротка історія розслідування наведена на сайті популярної американської телепередачі America’s Most Wanted.
На сьогоднішній день[коли?] існує чимало теорій щодо особистості Принцеси Доу, однак все — в тому числі теорія про те, що вбита була повією — не знайшли достатнього підтвердження.
Не виключено, що Принцеса Доу була жертвою серійного вбивці, однак ця теорія також не підтверджена офіційно.